# Höllein (Gemeinde Straßburg)
Höllein oder Höll ist eine Ortschaft in der Stadtgemeinde Straßburg im Bezirk St. Veit an der Glan in Kärnten. Die Ortschaft hat 4 Einwohner (Stand 1. Jänner 2024).

## Lage
Die Streusiedlung liegt am Mödringbergzug im Nordosten der Gemeinde Straßburg, am oberen Ende des Höllgrabens. Vom Gemeindehauptort Straßburg-Stadt ist Höllein etwa 15 Straßenkilometer entfernt; zum nur 3 Kilometer Luftlinie entfernten Friesach gibt es nur einen Fußweg. Zum Ort gehören die Höfe Fasch (Nr. 8; bei der Kirche) und Ofner (Nr. 13). 

## Kirche
Die katholische Filialkirche Hl. Leonhard ist ein kleiner romanischer Bau des 11. Jahrhunderts, der urkundlich erst im Jahr 1404 erwähnt wird. Zum Bau gehört ein Vorhallenturm im Westen in voller Breite des Langhauses, ein steingefasstes romanisches West-Portal mit geradem Sturz und darüber ein vorgeblendeter Rundbogen auf Konsolen (Denkmallisteneintrag).
Die Kirche war lange Zeit eine Filiale von St. Peter in Friesach; 1921 wurde sie nach Pfarrkirche Kraßnitz umgepfarrt.

## Geschichte
Der Ort wird 1045 urkundlich genannt. Jahrhundertelang wurde hier Bergbau betrieben. Seit Gründung der Ortsgemeinden Mitte des 19. Jahrhunderts gehört die Ortschaft zur Gemeinde Straßburg. Nach dem Niedergang des Bergbaus wurde die Gegend nach und nach verlassen. Von der einst ausgedehnten Streusiedlung sind, abgesehen von der Kirche, nur mehr 2 Häuser vorhanden.

## Bevölkerungsentwicklung
Für die Ortschaft ermittelte man folgende Einwohnerzahlen:
- 1869: 11 Häuser, 78 Einwohner[2]
- 1880: 13 Häuser, 55 Einwohner[3]
- 1890: 7 Häuser, 33 Einwohner[4]
- 1900: 6 Häuser, 21 Einwohner[5]
- 1910: 5 Häuser, 57 Einwohner[6]
- 1923: 6 Häuser, 24 Einwohner[7]
- 1934: 6 Einwohner[8]
- 1951: 4 Häuser, 10 Einwohner[9]
- 1961: 3 Häuser, 13 Einwohner[10]
- 2001: 2 Gebäude (davon 1 mit Hauptwohnsitz) mit 2 Wohnungen; 6 Einwohner und 0 Nebenwohnsitzfälle; 1 Haushalt; 1 Arbeitsstätte, 1 land- und forstwirtschaftlicher Betrieb[11]
- 2011: 2 Gebäude, 5 Einwohner, 1 Haushalt, 1 Arbeitsstätte[12]
- 2021: 2 Gebäude, 5 Einwohner, 1 Haushalt, 1 Arbeitsstätte[13]